# Blandburg
Blandburg es un lugar designado por el censo ubicado en el condado de Cambria en el estado estadounidense de Pensilvania. En el año 2010 tenía una población de 402 habitantes.

## Geografía
Blandburg se encuentra ubicado en las coordenadas 40°41′11″N 78°24′38″O / 40.68639, -78.41056.